# Veloporphyrellus pantoleucus
Espèce
Veloporphyrellus pantoleucus, la Porphyrelle voilée , est une espèce de champignons du genre Veloporphyrellus de la famille des Boletaceae, proche des genres Tylopilus et Porphyrellus, et montrant la morphologie d'un petit bolet. Cette espèce  pousse au Costa Rica.

## Taxonomie
Veloporphyrellus Gómez & Singer 1984 

## Description du sporophore
Sporophore : de 34 mm à 48 mm
Cuticule sèche, tomenteuse, la pigmentation fait défaut.
Chair blanche, pâle rouge bordeaux.
Hyménium blanc à la couleur chair rosée, immuable. Voile partiel présent. Tubes de 5 à 11 mm.
Stipe :
Stipe blanc, 48 à 100 mm x 11 à 17 mm, annelés. Sporée brun violacé. Spores lisses, fusiforme.

## Habitat
Forêt de magnolia, au Costa Rica. Zone tropicale montagneuse, 1800m à 2000 m d'altitude.
Très rares, ses caractéristiques sont encore peu connues.
Mycorhizes probables avec Quercus.